# Hydrosmecta odiosica
Hydrosmecta odiosica är en skalbaggsart som beskrevs av Thomas Casey 1911. Hydrosmecta odiosica ingår i släktet Hydrosmecta och familjen kortvingar. Inga underarter finns listade i Catalogue of Life.